# Fast (노래)
〈Fast〉는 미국의 가수 데미 로바토의 노래이다. 2025년 8월 1일, 다가오는 정규 9집 리드 싱글로 아일랜드 레코드를 통해 발매되었다. 로바토는 제이크 토리, 클로이 엔젤라이즈 및 프로듀서 케빈 "존" 히키와 함께 이 곡을 썼다. 디바 하우스 장르의 이 곡은 로바토의 팝 음악으로의 복귀를 알리는 곡으로 홍보되었으며, 평론가들은 이 곡에 일렉트로닉 댄스 뮤직, 일렉트로팝 및 댄스 팝 요소가 포함되어 있다고 언급했다.
대니얼 사숑이 〈Fast〉의 뮤직 비디오를 감독했으며, 싱글과 함께 공개되었다. 이 비디오는 로바토가 도시 거리를 걷는 동안 주변에서 혼란스러운 상황이 벌어지는 모습을 담고 있으며, 가수를 특징으로 하는 인터넷 밈에 대한 언급도 포함되어 있다. 이 곡의 홍보의 일환으로 로바토는 과거 공개 논란의 일환으로 비판했던 프로즌 요거트 가게인 더 빅 칠에서 팬 이벤트를 개최했다.

## 배경
저는 그 순간의 저의 상태에서 글을 쓰는 경향이 있습니다. 최근에는 정말 놀라웠습니다. 저는 정말 좋은 상태에 있기 때문에 사랑 노래와 섹시한 노래만 쓰고 있습니다. 그런 공간에서 창작할 수 있다는 것이 기분 좋습니다.— 데미 로바토, 《피플》

〈Fast〉는 로바토의 2022년 펑크 록 음반 《Holy Fvck》 이후 팝으로의 복귀를 알린다. 이 곡은 소셜 미디어의 짧은 영상들을 통해 처음 공개되었으며, EDM의 영향을 받은 사운드를 강조했다. 이 곡의 발매는 〈Cool for the Summer〉 및 〈Sorry Not Sorry〉와 같은 그녀의 초기 팝 음악 스타일로의 음악적 전환을 시사한다. 《Holy Fvck》 발매 전, 로바토는 검은색 옷을 입고 팀과 함께 인스타그램에 "내 팝 음악의 장례식"이라는 캡션과 함께 사진을 게시하며 팝 시대의 끝을 상징적으로 선언했다. 〈Fast〉의 홍보는 그 이전 사운드의 재등장을 알렸다.

## 홍보 및 발매
로바토는 2025년부터 소셜 미디어에 여러 비디오를 통해 새 음악을 예고하기 시작했다. 그해 7월, 그녀는 인스타그램 계정을 초기화하고 새 가사가 담긴 홍보 사진을 공유했다. 미발매 트랙의 짧은 클립이 〈Fast〉라는 제목으로 소셜 미디어에 게시되었다. 2025년 7월 30일, 로바토는 2021년 공개 논란의 일환으로 비판했던 프로즌 요거트 가게인 더 빅 칠에서 팬 이벤트를 개최했다. 그녀는 또한 몇 년 전 그녀의 사과에서 나온 이전 바이럴 오디오를 사용하여 가게에서 촬영한 비디오를 공유했다.
〈Fast〉는 2025년 8월 1일 아일랜드 레코드를 통해 로바토의 아홉 번째 정규 앨범의 첫 싱글로 발매되었다. 이 싱글은 같은 날 유니버설 뮤직 그룹에 의해 이탈리아 라디오 에어플레이로 보내졌으며, 2025년 10월 31일에 "그라바거즈 리믹스"를 B면로 하는 7인치 싱글 형식으로 발매될 예정이다. 초기 발매에는 대니얼 사숑이 감독한 뮤직 비디오가 함께 공개되었는데, 이 비디오는 로바토가 가사를 부르면서 도시 거리를 걷는 동안 자동차 폭발과 속옷 차림으로 뛰어다니는 사람들 등 다양한 혼란스러운 상황이 주변에서 발생하는 모습을 담고 있다. 가수는 나중에 Unidentified with Demi Lovato (2021)의 클립과 가상의 인물 푸트 로바토를 포함하여 그녀가 출연했던 여러 인터넷 밈을 투영하는 텔레비전 화면 디스플레이를 지나간다. 비디오 끝에서 그녀는 나이트클럽 댄스 플로어에 도착한다.

## 구성
〈Fast〉는 3분 1초 길이이다. 사운드적으로는 디바 하우스 곡으로, 댄스 팝, EDM, 일렉트로팝 요소가 있다. 〈Fast〉에서 로바토는 "베이비 솔직히/네 손이 내 몸을 온통 감싸는 걸 느끼고 싶어 (계속해서)/그들이 있고 싶은 곳에/오늘 밤만이라도"라고 노래한다. 《USA 투데이》의 애나 카우프만은 〈Fast〉를 로바토의 2015년 싱글 〈Cool for the Summer〉의 신스팝 사운드와 비교했다.

## 평가
《롤링 스톤》의 작가 토마스 미어는 이 곡을 뛰어난 음반 발매라고 평했다. 《쇼비즈 바이 PS》의 팀 스트롱은 혼합된 평가에서 이 곡에 10점 만점에 4.5점을 주며 "어색한" 곡으로 "펄스형 4비트 위에 다른 트랙을 잘라내어 재조립한 것 같다"고 평했다. 《멜로딕》의 조셉 아인은 이 트랙을 "흥미로운 복귀"라고 칭찬했으며, 함께 공개된 뮤직 비디오가 "데미 경력의 새로운 장을 완벽하게 담아냈다"고 느꼈다.

## 곡 목록
- 스트리밍/디지털 다운로드[18]

1. 〈Fast〉 – 3:01

- 7인치 바이닐 싱글[14]

1. 〈Fast〉 – 3:01
2. 〈Fast〉 (Gravagerz remix)

## 참여 인원
크레딧은 애플 뮤직에서 가져왔다.
- 데미 로바토 – 보컬, 작사 작곡
- 케빈 "존" 히키 – 작사 작곡, 프로그래밍, 키보드, 퍼커션, 레코딩 엔지니어, 프로듀싱
- 제이크 토리 – 키보드, 작사 작곡
- 클로이 엔젤라이즈 – 작사 작곡
- 매니 마로퀸 – 믹싱 엔지니어
- 라미로 페르난데스-세오아네 – 보조 믹싱 엔지니어
- 프란체스코 디 지오반니 – 보조 믹싱 엔지니어
- 나단 댄츨러 – 마스터링 엔지니어
- 조 그라소 – 몰입형 믹싱
- 아우구스토 산체스 – 몰입형 믹싱

## 차트
| 차트 (2025)                                  | 최고 순위 |
| -------------------------------------------- | --------- |
| 아르헨티나 앵글로 에어플레이 (모니터 라티노) | 17        |
| 아르헨티나 앵글로 스트리밍 (모니터 라티노)   | 17        |
| 볼리비아 앵글로 에어플레이 (모니터 라티노)   | 14        |
| CIS 에어플레이 (톱히트)                      | 50        |
| 뉴질랜드 핫 싱글 (RMNZ)                      | 12        |
| 러시아 에어플레이 (톱히트)                   | 38        |
| 영국 댄스 (OCC)                              | 30        |
| 영국 싱글 세일 (OCC)                         | 49        |
| 미국 버블링 언더 핫 100 (《빌보드》)         | 15        |
| 미국 핫 댄스/팝 송 (《빌보드》)              | 8         |

## 발매 역사
| 지역      | 날짜             | 형식                   | 레이블   | Ref.   |
| --------- | ---------------- | ---------------------- | -------- | ------ |
| 여러 지역 | 2025년 8월 1일   | 음악 다운로드 스트리밍 | 아일랜드 | [ 18 ] |
| 이탈리아  | 2025년 8월 1일   | 라디오 에어플레이      | 유니버설 | [ 13 ] |
| 여러 지역 | 2025년 10월 31일 | 7인치 바이닐           | 아일랜드 | [ 14 ] |